# Elisa Castiglioni
Elisa Castiglioni (Busto Arsizio, 19 luglio 1975) è una scrittrice italiana che si occupa di narrativa per ragazzi.

## Biografia
Elisa Castiglioni ha studiato narrativa e scrittura per ragazzi negli Stati Uniti. Dal 2008 si occupa di multiculturalità. Ha collaborato con la rivista americana Faces, la cui missione è il superamento delle barriere culturali. Da qualche anno tiene laboratori di scrittura legati ai temi della multiculturalità e della diversità. Il suo romanzo d'esordio La ragazza che legge le nuvole ha vinto il premio Cento 2013. Sempre con Il Castoro ha pubblicato Le stelle brillano su Roma, Desideria, e In punta di piedi sull'orizzonte.

## Opere
- La ragazza che legge le nuvole, Il Castoro, Milano, 2012, ISBN 978-88-8033-626-6.
- Le stelle brillano su Roma, Il Castoro, Milano, 2014, ISBN 978-88-8033-797-3.
- Desideria, Il Castoro, Milano, 2017, ISBN 978-88-6966-213-3.
- In punta di piedi sull'orizzonte, Il Castoro, Milano, 2019, ISBN 978-88-6966-418-2.
- Giallo primula, racconto digitale. Il Castoro, Milano 2020
- La ragazza con lo zaino verde, Il Castoro, Milano 2021